# ヘルゲンラート駅
ヘルゲンラート駅（仏：Gare d'Hergenrath 蘭：Station Hergenrath）はベルギーワロン地域リエージュ州ケルミスヘルゲンラートにあるベルギー国鉄37号線の鉄道駅。ドイツとの国境に近く、国境を越えた先にはアーヘン中央駅がある。

## 駅構造
相対式ホーム2面2線の地上駅。かつて駅舎があったが、1976年に取り壊され現存しない。

## 利用状況
2009年の統計によると、一日当たり平日に21人、土曜日に6人、日曜日に15人利用している。

## 歴史
- xxxx年x月x日 - 開業。
- 1957年6月2日 - 閉鎖。
- 1976年 - 駅舎の取り壊し。
- 2007年12月9日 - 再開業。

## 隣の駅
ベルギー国鉄
37号線
アストゥネ駅 - ヘルゲンラート駅 - （国境） - アーヘン中央駅